# Emiliano Ruiz
Emiliano Ruiz Lobos (Santiago de Chile, 28 de septiembre de 1976) es un jinete y veterinario chileno. Su especialidad es el rodeo chileno perteneció al Criadero Santa Anita de Curimao de la Asociación Cordillera e hizo collera con José Tomás Meza, con quien se tituló campeón del Campeonato Nacional de Rodeo de 2009. Fue vicecampeón de Chile junto a José Tomas Meza en el campeonato de 2007 en "Cancionero" y "Meli", y también vicecampeón de Chile el año 2012 junto a Diego Pacheco Álvarez representando al criadero Taitao II, en los potros "Marito" y "Buen amigo". Campeón de la final de criadores 2017 por su criadero Doña Tuca junto a José Manuel Toledo. Actualmente representa a su criadero "Doña Tuca" en el cual tiene una escuela de rodeo chileno además de correr con Nicolás Barros Solar, obteniendo el tercer lugar del Campeonato Nacional de Rodeo de 2024 en "Patrañas" y "Peumo Marcado".
Nació en Santiago de Chile, al igual que su compañero Meza. Se crio en las zonas rurales de la comuna de La Pintana, de donde es su familia, corralera por parte de padre y madre. Los Ruiz son conocidos en la zona de Santa Rosa, La Pintana, donde comenzó a correr con su abuelo Fabián Lobos.
Ha clasificado por lo menos a los últimos 22 Champion de Chile, siendo sus resultados más destacado el campeonato de 2009, el vicecampeonato de 2007, acompañado por José Tomás Meza, montando a Meli y Cancionero y marcando 37 puntos, uno menos que los campeones Juan Carlos Loaiza y Eduardo Tamayo. También su vicecampeonato el año 2012 junto a Diego Pacheco Álvarez representando al criadero Taitao II en los potros "Marito" y "Buen Amigo" y su tercer lugar del campeonato nacional de rodeo 2024 en "Patrañas" y "Peumo Marcado". Se casó en 2008 con Belén Montilla (Miss Chile 2006) y tienen dos hijos.

## Triunfos destacados
- 3° lugar Clasificatorio de Colchagua 1999
- 2° lugar Clasificatorio de San Clemente 2001
- 3° lugar Serie Libre B del Campeonato Nacional de Rodeo de 2004
- 2° lugar de Campeonato Universitario de Puente Alto 2004
- 2° lugar Serie Potros del Campeonato Nacional de Rodeo de 2005
- 2° lugar Clasificatoio de Coquimbo 2006
- 2° lugar Serie Libre B del Campeonato Nacional de Rodeo de 2006
- Campeón Rodeo Clasificatorio de Rengo 2007
- 2° lugar Serie Potros del Campeonato Nacional de Rodeo de 2007
- Subcampeón nacional del Campeonato Nacional de Rodeo de 2007
- Campeón Rodeo Clasificatorio Curicó 2008
- 2° lugar Serie Libre B del Campeonato Nacional de Rodeo de 2008
- Campeón Rodeo Clasificatorio Curicó 2009
- Campeón del Campeonato Nacional de Rodeo de 2009
- 2° lugar Campeonato Nacional de Rodeo de 2012
- 1° lugar Clasificatorio de Melipilla con Diego Pacheco en Capataz y Equipaje con 41 puntos buenos.

## Campeonatos nacionales
| Año  | Collera         | Caballos                   | Puntaje | Asociación |
| ---- | --------------- | -------------------------- | ------- | ---------- |
| 2009 | José Tomás Meza | "Distinguido" y "Espinudo" | 39      | Cordillera |

### Segundos campeonatos
- 2007: junto con José Tomás Meza, montando a "Cancionero" y "Melí" con 37+6 puntos.
- 2012: junto con Diego Pacheco, montando a "Marito" y "Buen Amigo" con 33 puntos.

### Terceros campeonatos
- 2024: junto con Nicolás Barros, montando a "Patrañas" y "Peumo Marcado" con 36 puntos.